# 朱鼎莎
代世子朱鼎莎（1585年—1617年），明朝第八代代王朱鼐鈞的庶第二子。他在萬曆三十四年（1606年）五月受封代世子。
朱鼎莎生母是侍妾張氏，後獲封為次妃。父亲朱鼐鈞由於寵愛張氏，越過了庶長子朱鼎渭，將朱鼎莎以嫡子身份請封為世子。朱鼎渭向朝廷上疏，爭世子之位，引發了長達數年的代藩世子之爭。朝廷官員大多支持朱鼎渭為世子，認為應將朱鼎莎改封為將軍，但相關上疏均未獲明神宗回復。萬曆四十五年（1617年），朱鼎莎去世，臨終前他請求立兄長朱鼎渭為世子。同年十月，朝廷正式冊封朱鼎渭為世子，結束代藩世子之爭。